# Eschershausen (kommunfritt område)
Eschershausen är ett kommunfritt område i Landkreis Holzminden i förbundslandet Niedersachsen i Tyskland.